# Еггольсгайм
Еггольсгайм (нім. Eggolsheim) — громада в Німеччині, розташована в землі Баварія. Підпорядковується адміністративному округу Верхня Франконія. Входить до складу району Форхгайм.
Площа — 48,90 км2. Населення становить 6584 ос. (станом на 31 грудня 2020).